# Miguelín
Miguel Sayago Martí (Palma de Mallorca, 9 de mayo de 1985) más conocido por Miguelín, es un futbolista español que juega en el Fortuna Düsseldorf y en la selección española de fútbol sala como ala.

## Biografía
Miguel Sayago Martí, conocido como "Miguelín" nació el 9 de mayo de 1985 en Palma de Mallorca.
Su primer fichaje por un equipo de futbol sala fue por el Son Rapinya en (2002-2005). Al año siguiente, en el 2006, consiguió llamar la atención del equipo andorrano “Andorra Futsal” - Un equipo semiprofesional en el que estuvo una temporada desde el 2005 hasta el 2006- y fichar por el a la edad de veinte años. Al año siguiente volvió a Inca Futsal y jugó un año, desde el 2006 hasta el 2007, con veintiún años.
José Francisco Grao García, más conocido como "Pato", un entrenador de alto nivel, se fijó en él, lo cual provocó, fichara en el 2007 por un equipo semiprofesional, el Fisiomedia Manacor.
Después de estar cuatro años en el Fisiomedia Manacor (2007 - 2011), fichó por el equipo de futsal murciano “El Pozo Murcia Costa Cálida”, uno de los equipos más notorios del fútbol sala en España, en el cual jugó 10 años, militando en el desde el 2011 hasta el 2021.
Siendo capitán del equipo desde el 201, logró, junto con el equipo, ganar tres Supercopas de España (2012, 2014,2016), dos Copas del Rey (2016 y 2017), dos Eurocopas, como títulos más destacables.
A principios del 2017, sufrió una lesión meniscal, aunque esta no ha sido su mayor lesión, sí que ha sido una de las que más ha ralentizado y afectado a su carrera como futbolista. Esta lesión requirió una operación, que fue realizada en la Clínica Ibertumuamur de Murcia.
A partir de esa, y más lesiones a lo largo de su carrera, surgió su fichaje por el Córdoba Futsal, con el que tiene vigente aún su contrato para jugar con el club durante un periodo desde el 2021 hasta el 2022.
Tras acabar su etapa en el Córdoba Futsal, en verano de 2023 ficha por el Pesaro Calcio a 5 firmando por dos temporadas.

## Clubes
- Son Rapinya (2002-2005)
- Andorra Futsal (2005-2006)
- Inca Futsal (2006-2007)
- Fisiomedia Manacor (2007-2011)
- ElPozo Murcia (2011-2021)
- Córdoba Patrimonio de la Humanidad (2021-2023)
- Pesaro Calcio a 5 (2023-2024)
- Fortuna Düsseldorf (2025-actualmente)

## Palmarés

### Campeonatos nacionales
| Título              | Club               | País   | Año     |
| ------------------- | ------------------ | ------ | ------- |
| División de Plata   | A. E. Palma Futsal | España | 2007-08 |
| División de Plata   | A. E. Palma Futsal | España | 2009-10 |
| Supercopa de España | ElPozo Murcia      | España | 2012    |
| Supercopa de España | ElPozo Murcia      | España | 2014    |
| Copa del Rey        | ElPozo Murcia      | España | 2015-16 |
| Supercopa de España | ElPozo Murcia      | España | 2016    |
| Copa del Rey        | ElPozo Murcia      | España | 2016-17 |

### Campeonatos internacionales
| Título   | Selección | País    | Año  |
| -------- | --------- | ------- | ---- |
| Eurocopa | España    | Croacia | 2012 |
| Eurocopa | España    | Serbia  | 2016 |

Otros logros:
- Campeón de la Liga regular 2011-12 con ElPozo Murcia.
- Subcampeón del Play-Off del título 2011-12 con ElPozo Murcia.
- Subcampeón de la Copa Mundial de fútbol sala de la FIFA 2012 con la Selección española.
- Subcampeón de la Supercopa de España de Fútbol Sala 2013 con ElPozo Murcia.
- Subcampeón de la Copa de España de Fútbol Sala 2013 con ElPozo Murcia.
- Subcampeón del Play-Off del título 2012-13 con ElPozo Murcia.
- Subcampeón de la Copa de España de Fútbol Sala 2014 con ElPozo Murcia.
- Subcampeón del Play-Off del título 2013-14 con ElPozo Murcia.
- Subcampeón del Play-Off del título 2014-15 con ElPozo Murcia.
- Subcampeón de la Copa de España de Fútbol Sala 2016 con ElPozo Murcia.
- Subcampeón de la Copa de España de Fútbol Sala 2017 con ElPozo Murcia.
- Campeón de la Liga regular 2020-21 con ElPozo Murcia.

## Enlaces
Página jugador LNFS